# Lozio

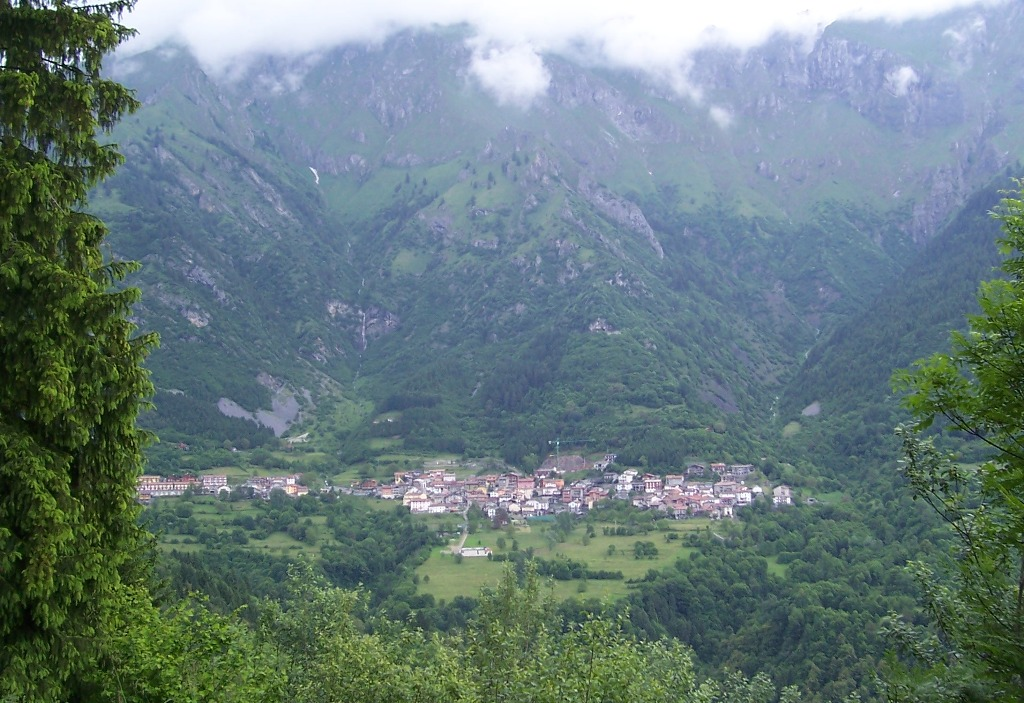
Blick auf Lozio

Lozio ist eine italienische Gemeinde (comune) mit 356 Einwohnern (Stand 31. Dezember 2023) in der Provinz Brescia in der Lombardei. Die Gemeinde liegt etwa 50 Kilometer von Brescia, gehört zur Comunità Montana di Valle Camonica und grenzt unmittelbar an die Provinz Bergamo.